# مجلس شورای ملی اکوادور
مجلس شورای ملی (به اسپانیایی: Asamblea Nacional‎) قوه مقننه یک پارچه اکوادور است. در سال ۲۰۰۹ پس از اصلاحات در قانون اساسی ۲۰۰۸ جایگزین کنگره ملی شد. از ۱۴ مه ۲۰۱۸ رئیس مجلس الیزابت کابیزاس است. در اکوادور، شورای ملی قدرت تصویب قوانین را دارد، در حالی که انتصاب قضات در دیوان عدالت ملی توسط شورای قضایی جداگانه انجام می‌شود.

## انتخابات سراسری اکوادور، ۲۰۱۷
آخرین انتخابات شورای ملی در ۱۹ فوریه ۲۰۱۷ برگزار شد. اکثریت قوه مقننه با ۳۹٫۰۷٪ آرا در اختیار حزب PAIS قرار گرفت.

### گردهمایی ملی
| حزب                                                        | رای‌ها       | %     | کرسی | کرسی   | کرسی | کرسی | کرسی |  |
| حزب                                                        | رای‌ها       | %     | ملی  | استانی | خاجی | جمع  | +/–  |  |
| ---------------------------------------------------------- | ----------- | ----- | ---- | ------ | ---- | ---- | ---- |  |
| اتحاد PAIS                                                 | ۴۰٬۰۹۱٬۵۴۴  | ۳۹٫۰۷ | ۷    | ۶۳     | ۴    | ۷۴   | –۲۶  |  |
| ایجاد فرصت – SUMA                                          | ۲۰٬۵۸۹٬۴۶۰  | ۲۰٫۰۶ | ۳    | ۲۹     | ۲    | ۳۴   | +۲۲  |  |
| حزب سوسیال مسیحی                                           | ۱۶٬۳۱۹٬۹۸۹  | ۱۵٫۹۰ | ۳    | ۱۲     | ۰    | ۱۵   | +۹   |  |
| فورزا اکوادور                                              | ۴٬۸۷۰٬۸۶۳   | ۴٫۷۵  | ۱    | ۰      | ۰    | ۱    | جدید |  |
| چپ دموکراتیک                                               | ۳٬۸۶۶٬۷۷۸   | ۳٫۷۷  | ۱    | ۳      | ۰    | ۴    | +۲   |  |
| حزب جامعه میهنی                                            | ۳٬۰۱۷٬۷۲۲   | ۲٫۹۴  | ۰    | ۲      | ۰    | ۲    | -۳   |  |
| جنبش وحدت چندگانه Pachakutik - کشور جدید                   | ۲٬۷۴۰٬۰۴۳   | ۲٫۶۷  | ۰    | ۴      | ۰    | ۴    | –۱   |  |
| حزب پیشرو (آوانزا)                                         | ۲٬۲۰۸٬۰۲۶   | ۲٫۱۵  | ۰    | ۰      | ۰    | ۰    | –۵   |  |
| نیروی سازش اجتماعی (Fuerza Compromiso Social)              | ۲٬۰۱۰٬۵۶۵   | ۱٫۹۶  | ۰    | ۰      | ۰    | ۰    | جدید |  |
| وحدت مردمی                                                 | ۱٬۶۳۸٬۱۳۷   | ۱٫۶۰  | ۰    | ۰      | ۰    | ۰    | جدید |  |
| حزب رو به جلو اکوادور به جلو                               | ۱٬۳۵۴٬۹۳۰   | ۱٫۳۲  | ۰    | ۰      | ۰    | ۰    | جدید |  |
| مرکز دموکراتیک                                             | ۱٬۱۷۴٬۴۶۷   | ۱٫۱۴  | ۰    | ۰      | ۰    | ۰    | جدید |  |
| جنبش Concertación                                          | ۱٬۰۳۵٬۰۸۹   | ۱٫۰۱  | ۰    | ۰      | ۰    | ۰    | –۱   |  |
| حزب سوسیالیست                                              | ۸۸۵٬۶۵۸     | ۰٫۸۶  | ۰    | ۰      | ۰    | ۰    | ۰    |  |
| اتحادیه اکوادور                                            | ۸۱۴٬۲۵۳     | ۰٫۷۹  | ۰    | ۰      | ۰    | ۰    | جدید |  |
| مستقل و منطقه ای                                           | –           | –     | –    | ۳      | ۰    | ۳    | ۰    |  |
| جمع                                                        | ۱۰۲٬۶۱۷٬۵۲۴ | ۱۰۰   | ۱۵   | ۱۱۶    | ۶    | ۱۳۷  | ۰    |  |
|                                                            |             |       |      |        |      |      |      |  |
| رأی معتبر                                                  | ۸٬۱۴۹٬۴۸۶   | ۷۷٫۷۹ |      |        |      |      |      |  |
| آرا نامعتبر / خالی                                         | ۲٬۳۲۶٬۷۴۵   | ۲۲٫۲۱ |      |        |      |      |      |  |
| جمع                                                        | ۱۰٬۴۷۶٬۲۳۱  | ۱۰۰   |      |        |      |      |      |  |
| رأی دهندگان ثبت نام شده / مشارکت در انتخابات               | ۱۲٬۸۲۶٬۹۲۸  | ۸۱٫۶۷ |      |        |      |      |      |  |
| Source: CNE بایگانی‌شده در ۱۲ اوت ۲۰۱۷ توسط Wayback Machine |             |       |      |        |      |      |      |  |

## شرایط
مطابق ماده ۱۱۹ قانون اساسی اکوادور در سال ۲۰۰۸، نامزدهای شورای ملی باید شرایط زیر را داشته باشند:
- تبعه اکوادور باشند.
- در زمان ثبت نام برای نامزدی حداقل ۱۸ سال داشته باشند.
- از حقوق سیاسی برخوردار باشند.

## روسا
برای لیست روسای مجلس مراجعه کنید به: رئیس مجلس شورای ملی اکوادور.

## یادداشت
1. ↑  مجلس شورای ملی دارای ۱۳۷ عضو اصلی (صاحب کرسی) و ۱۳۷ عضو علی‌البدل است.